# The Honeydrippers: Volume One
A Honeydrippers: Volume One egy mini-album, amit egy sztárokból álló mini banda bocsátott ki, melyet Robert Plant rock énekes vezetett. Az album 1984. november 12-én jelent meg Plant saját kiadója az Es Paranza gondozásában. Az album ötlete Ahmet Ertegüntől, az Atlantic Records elnökétől származott, aki fel akarta venni az 1950-es évekből származó kedvenc dalait. Ertegün választása Plantre és a The Honeydrippersre esett. A felállás tagjai voltak a Yardbirds korábbi gitárosa Jeff Beck és Jimmy Page; utóbbi Plant korábbi együttese a Led Zeppelin gitárosa volt. A Sea of Love Plant legtöbb példányban elkelt kislemeze lett.
Az EP megjelent Robert Plant Nine Lives című gyűjteményében 2006. november 21-én.

## Számok listája
1. I Get A Thrill (Rudy Toombs) – 2:39
2. Sea of Love (George Khoury, Philip Baptiste) – 3:03
3. I Got A Woman (Ray Charles, Richard) – 2:58
4. Young Boy Blues (Doc Pomus, Phil Spector) – 3:30
5. Rockin' At Midnight (Roy Brown) – 5:57

## Közreműködők
- Robert Plant - ének
- Jeff Beck - gitár (Az I Got A Woman, Rockin' At Midnight és a Young Boy Blues című számokban)
- Jimmy Page - gitár (A Sea Of Love és az I Get A Thrill c. számokban)
- Wayne Pedziwiatr - basszusgitár
- Nile Rodgers - gitár, co-producer
- Paul Shaffer - billentyűs hangszerek
- Dave Weckl - dob

## Listák

### Kislemezek
Billboard (Észak-Amerika)
| Év   | Kislemez            | Lista                       | Helyezés |
| ---- | ------------------- | --------------------------- | -------- |
| 1984 | Rockin' At Midnight | Mainstream Rock Tracks      | 8        |
| 1984 | Sea Of Love         | Adult Contemporary          | 1        |
| 1984 | Sea Of Love         | Mainstream Rock Tracks      | 11       |
| 1984 | Sea Of Love         | The Billboard Hot 100       | 3        |
| 1985 | Rockin' At Midnight | Hot Dance Music / Club Play | 24       |
| 1985 | Rockin' At Midnight | The Billboard Hot 100       | 25       |

Egyesült Királyság
| Év   | Kislemez            | Helyezés |
| ---- | ------------------- | -------- |
| 1984 | Sea Of Love         | 8        |
| 1984 | Rockin' At Midnight | 11       |